# Xigazê

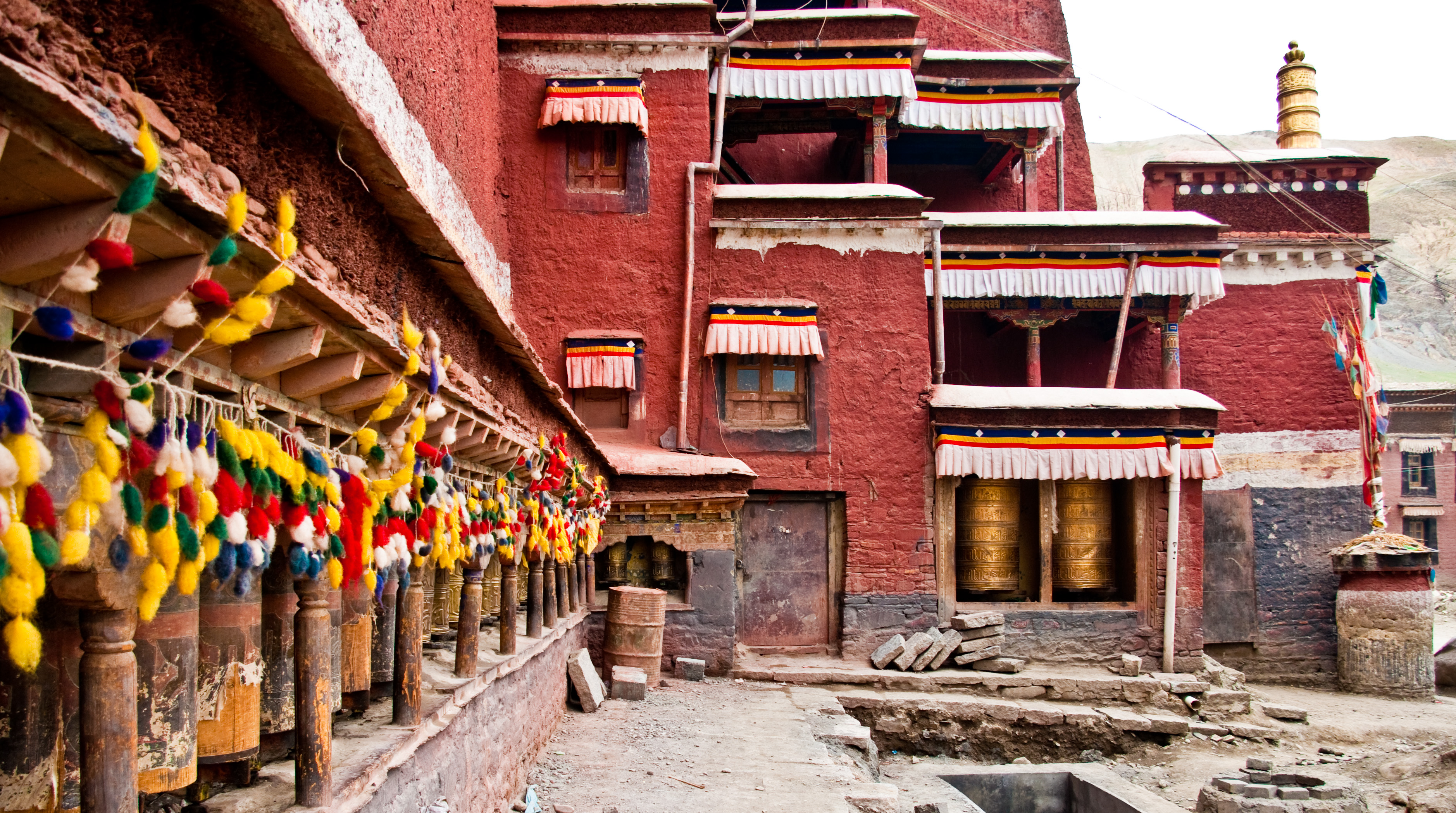
Tu viện Sakya

Xigazê tiếng Trung: 日喀则; bính âm: Rìkāzé, Hán Việt: Nhật Khách Tắc) là một địa khu của Khu tự trị Tây Tạng tại Trung Quốc. Trung tâm hành chính của địa khu là thành phố Xigazê. Về mặt lịch sử, hầu hết địa khu từng là một phần của Tỉnh Tsang thuộc Tây Tạng cũ.

## Huyện
| Bản đồ | Bản đồ      | Bản đồ   | Bản đồ          | Bản đồ              | Bản đồ         | Bản đồ                    | Bản đồ                 | Bản đồ          |               |
| ------ | ----------- | -------- | --------------- | ------------------- | -------------- | ------------------------- | ---------------------- | --------------- | ------------- |
|        |             |          |                 |                     |                |                           |                        |                 |               |
| #      | Tên         | Chữ Hán  | Bính âm         | Hán Việt            | Tạng văn       | Wylie                     | Dân số (ước tính 2003) | Diện tích (km²) | Mật độ (/km²) |
| 1      | Xigazê      | 日喀则市 | Rìkāzé Shì      | Nhật Khách Tắc thị  | གཞིས་ཀ་རྩེ་གྲོང་ཁྱེར། | gzhis ka rtse grong khyer | 90.000                 | 3.654           | 25            |
| 2      | Namling     | 南木林县 | Nánmùlín Xiàn   | Nam Mộc Lâm huyện   | རྣམ་གླིང་རྫོང་      | rnam gling rdzong         | 70.000                 | 8.113           | 9             |
| 3      | Gyangzê     | 江孜县   | Jiāngzī Xiàn    | Giang Tư huyện      | རྒྱལ་རྩེ་རྫོང་       | rgyal rtse rdzong         | 60.000                 | 3.859           | 16            |
| 4      | Tingri      | 定日县   | Dìngrì Xiàn     | Định Nhật huyện     | དིང་རི་རྫོང་       | ding ri rdzong            | 50.000                 | 13.859          | 4             |
| 5      | Sa'gya      | 萨迦县   | Sàjiā Xiàn      | Tát Ca huyện        | ས་སྐྱ་རྫོང་        | sa skya rdzong            | 40.000                 | 7.510           | 5             |
| 6      | Lhazê       | 拉孜县   | Lāzī Xiàn       | Lạp Tư huyện        | ལྷ་རྩེ་རྫོང་        | lha rtse rdzong           | 50.000                 | 4.505           | 11            |
| 7      | Ngamring    | 昂仁县   | Ángrén Xiàn     | Nganh Nhân huyện    | ངམ་རིང་རྫོང་      | ngam ring rdzong          | 50.000                 | 20.105          | 2             |
| 8      | Xaitongmoin | 谢通门县 | Xiètōngmén Xiàn | Tạ Thông Môn huyện  | བཞད་མཐོང་སྨོན་རྫོང་ | bzhad mthong smon rdzong  | 40.000                 | 13.960          | 3             |
| 9      | Bainang     | 白朗县   | Báilǎng Xiàn    | Bạch Lãng huyện     | པ་སྣམ་རྫོང་       | pa snam rdzong            | 40.000                 | 2.806           | 14            |
| 10     | Rinbung     | 仁布县   | Rénbù Xiàn      | Nhân Bố             | རིན་སྤུངས་རྫོང་     | rin spungs rdzong         | 30.000                 | 2.123           | 14            |
| 11     | Kangmar     | 康马县   | Kāngmǎ Xiàn     | Khang Mã huyện      | ཁང་དམར་རྫོང་     | khang dmar rdzong         | 20.000                 | 6.165           | 3             |
| 12     | Dinggyê     | 定结县   | Dìngjié Xiàn    | Định Kết huyện      | གདིང་སྐྱེས་རྫོང་     | gding skyes rdzong        | 20.000                 | 5.816           | 3             |
| 13     | Trọng Ba    | 仲巴县   | Zhòngbā Xiàn    | Trọng Ba huyện      | འབྲོང་པ་རྫོང་      | 'brong pa rdzong          | 10.000                 | 43.594          | 0             |
| 14     | Á Đông      | 亚东县   | Yàdōng Xiàn     | Á Đông huyện        | གྲོ་མོ་རྫོང་        | gro mo rdzong             | 10.000                 | 4.306           | 2             |
| 15     | Gyirong     | 吉隆县   | Jílóng Xiàn     | Cát Long huyện      | སྐྱིད་གྲོང་རྫོང་      | skyid grong rdzong        | 10.000                 | 9.009           | 1             |
| 16     | Nyalam      | 聂拉木县 | Nièlāmù Xiàn    | Nhiếp Lạp Mộc huyện | གཉའ་ལམ་རྫོང་     | gnya' lam rdzong          | 10.000                 | 7.903           | 1             |
| 17     | Saga        | 萨嘎县   | Sàgā Xiàn       | Tác Dát huyện       | ས་དགའ་རྫོང་      | sa dga' rdzong            | 10.000                 | 12.411          | 1             |
| 18     | Gamba       | 岗巴县   | Gá'ěr Xiàn      | Cương Ba            | གམ་པ་རྫོང་       | gam pa rdzong             | 10.000                 | 3.936           | 3             |